# Horaiclavus splendidus
Horaiclavus splendidus is een slakkensoort uit de familie van de Horaiclavidae. De wetenschappelijke naam van de soort is voor het eerst geldig gepubliceerd in 1867 door Adams A..

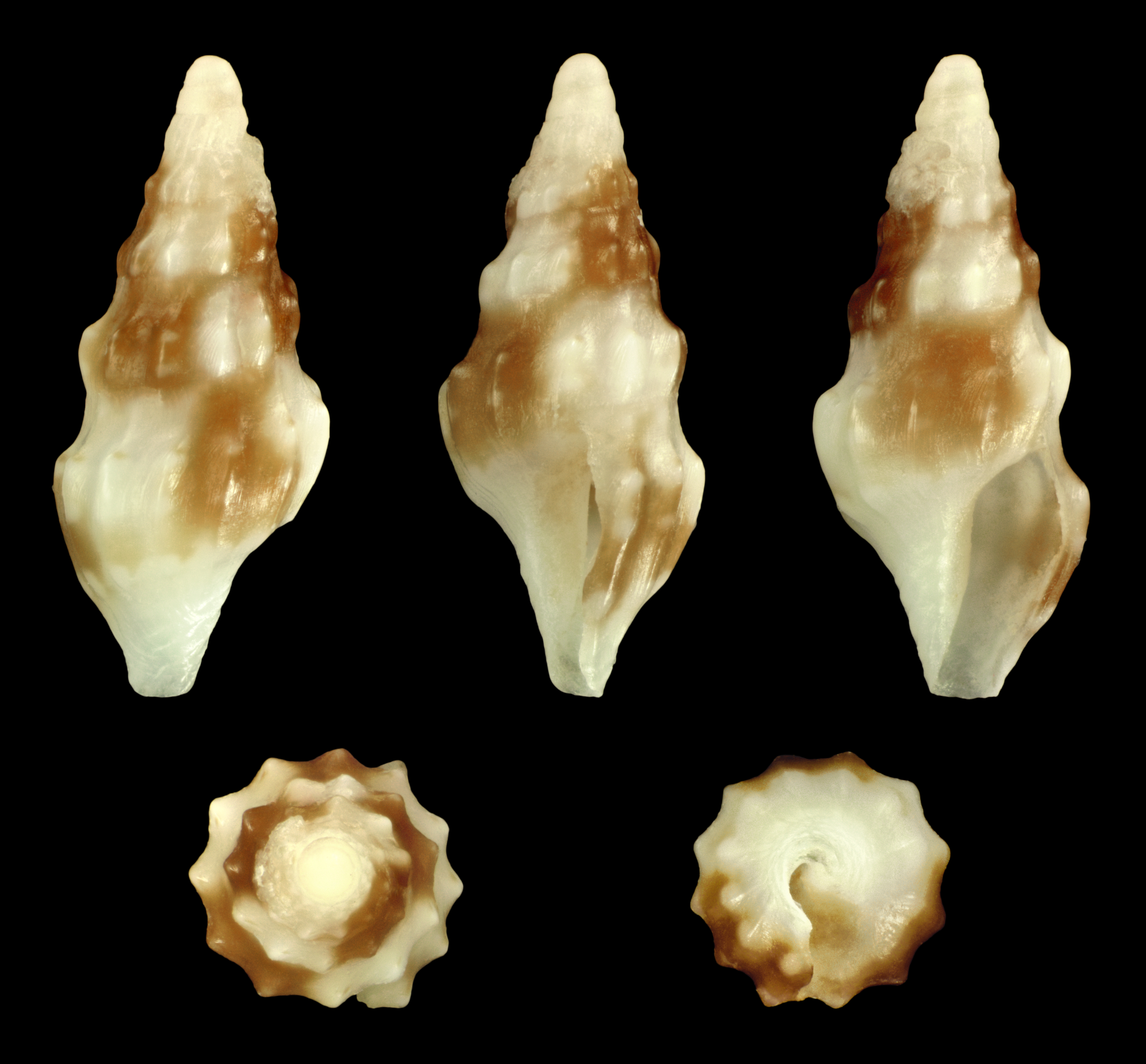
Jeugdig